# 塔索
塔索（法語：Tasso，法語發音：[taso]）是法国南科西嘉省的一个市镇，属于阿雅克肖区。

## 地理
塔索（41°56'41"N, 9°6'16"E）面积16.67 平方千米，位于法国南科西嘉省，该省份位于科西嘉南部，后者为地中海西部的一座岛屿，也是法国的一个单一领土集体，位于法国大陆部分的东南面，意大利半島的西面，最临近的地块是撒丁岛。
与塔索接壤的市镇（或旧市镇、城区）包括：巴斯泰利卡、吉泰拉莱班、齐卡沃。

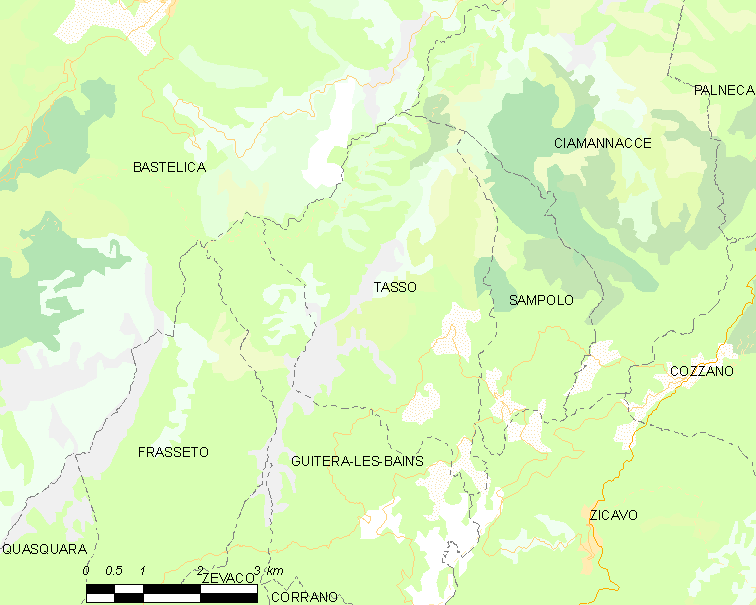
塔索的OSM定位图

塔索的时区为UTC+01:00、UTC+02:00（夏令时）。

## 行政
塔索的邮政编码为20134，INSEE市镇编码为2A322。

## 政治
塔索所属的省级选区为塔拉沃-奥尔纳诺县。

## 人口

1962-2008年间塔索人口变化图示

塔索于2022年1月1日时的人口数量为88人。